# Кретинга
Кре́тинга (лит. Kretingaо файле; до 1915 года официально Кретинген) — город в северо-западной части Литвы в Клайпедском уезде, административный центр самоуправления Кретингского района.

## География
Шестой по величине город Жемайтии. Лежит на реке Акмяне (лит. Akmena), над которой в черте города возведено четыре моста. Расположен в 13 км от Паланги, курортного города на берегу Балтийского моря, и в 25 км (по другим сведениям в 21 км) к северу от Клайпеды, портового города и в 12 км к востоку от Паланги. Ближайшая к Паланге железнодорожная станция и важный узел транспортных коммуникаций (железнодорожные линии на Шяуляй, Советск, Приекуле и шоссе Паланга — Шяуляй, Клайпеда — Скуодас).

## Экономика
В Кретинге действуют предприятия древообрабатывающие, по производству удобрений и их добавок (компания „Kretingos grūdai“), по переработке рыбы („Ostsee Fish Kretinga“), строительная компания „Ringesta“. Фабрика шерстяных тканей, маслозавод, леспромхоз, звероферма (разведение серебристо-чёрных лисиц, голубых песцов и норок).

## Население
| 1923    | 1959    | 1970    | 1979    | 1989    | 2001    | 2002    | 2003    | 2004    | 2005    | 2006    | 2007    |
| ------- | ------- | ------- | ------- | ------- | ------- | ------- | ------- | ------- | ------- | ------- | ------- |
| 2532    | ↗9690   | ↗13 091 | ↗16 197 | ↗19 516 | ↗21 453 | ↘21 267 | ↘21 154 | ↘21 030 | ↘20 792 | ↘20 416 | ↘20 270 |
| 2008    | 2009    | 2010    | 2011    | 2012    | 2013    | 2014    | 2015    | 2016    | 2017    | 2018    | 2019    |
| ↘20 062 | ↘19 954 | ↘19 486 | ↘19 030 | ↘18 950 | ↗18 964 | ↘18 816 | ↘18 732 | ↘18 408 | ↘17 787 | ↘17 274 | ↘16 820 |
| 2020    | 2021    | 2022    | 2023    |         |         |         |         |         |         |         |         |
| ↘16 583 | ↗17 249 | ↘17 046 | ↗17 207 |         |         |         |         |         |         |         |         |

В 1833 году было 1 317 жителей. Согласно переписи 1897 года в городе проживало 3 418 жителей, из них 1 203 (35,2 %) — евреи. В 1923 году насчитывалось 2 532 человек, в 1959 году — 9 690 жителей, в 1970 — 13 тыс. жителей, в 1989 — 19 200 человек.
По данным переписи 2011 года из 19 010 жителей:
- 18 689 (98,31%) — литовцы,
- 159 (0,84%) — русские,
- 24 (0,13%) — украинцы,
- 12 (0,06%) — латыши,
- 12 (0,06%) — поляки,
- 114 (0,59 %) — прочие[7].

## История

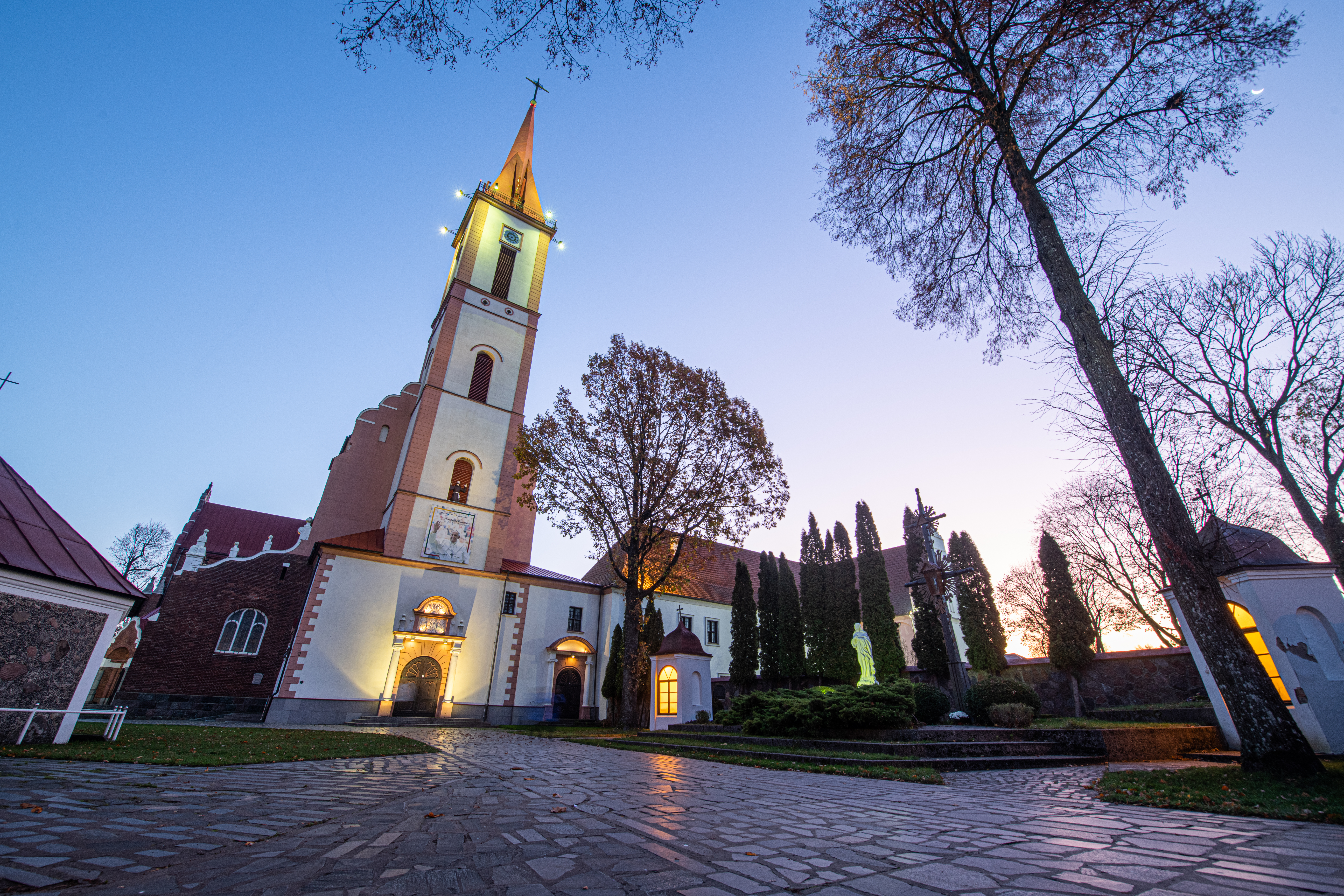
Костёл Благовещения Святой Девы Марии в Кретинге

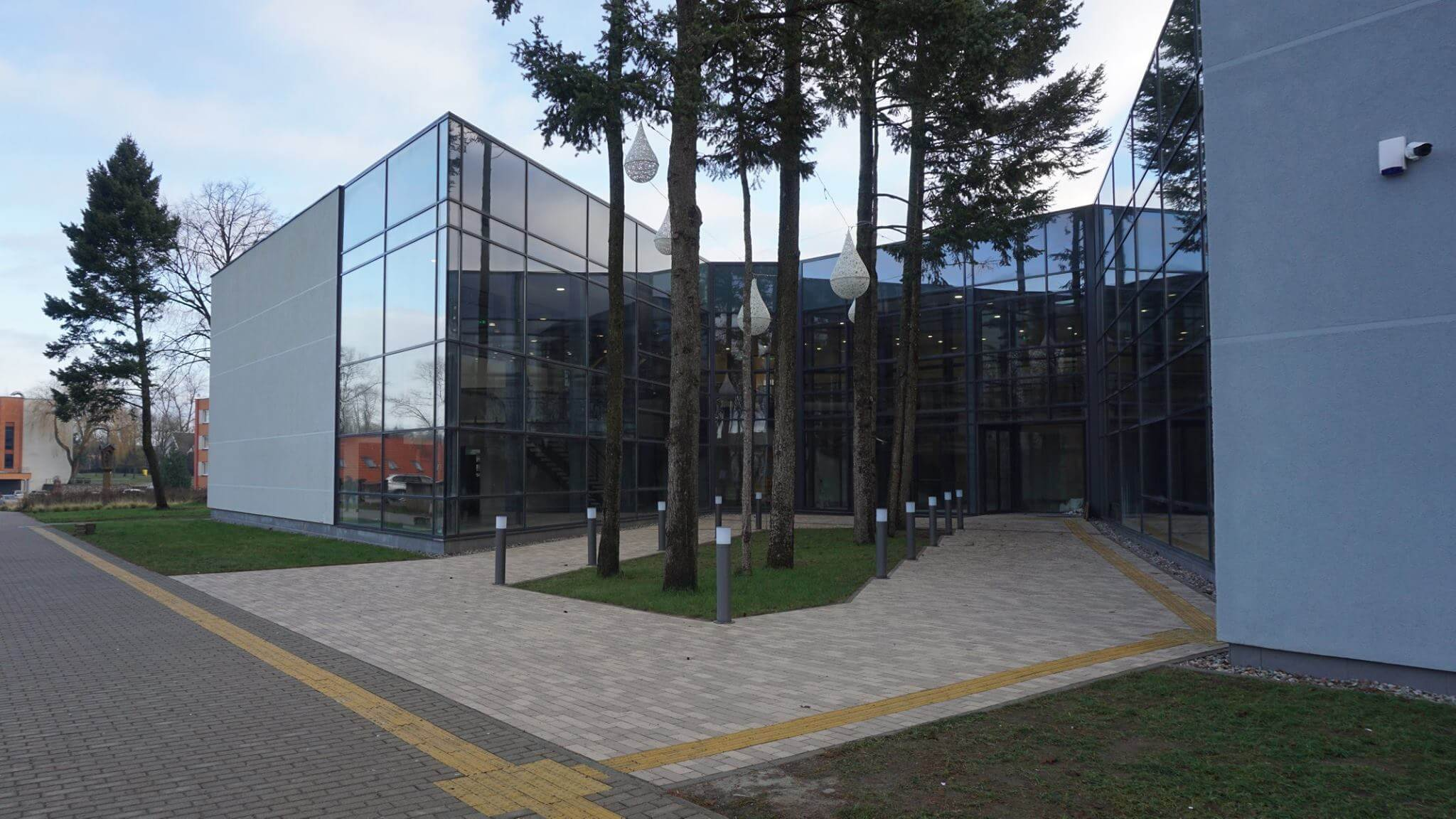
Библиотека имени М. Валанчюса

### Название
Название встречается в вариантах Cretyn (1253), Kretene (1259), Kertenen (1262), Kretynga (1566), Кретынга (1609). Предполагается, что оно — куршского происхождения и связано с корнем, означающим зыбкое место, топкое место, трясину.

### Развитие города
Впервые упоминается в грамоте курляндского епископа Генриха 1253 года. В XIV веке через Кретингу проходил торговый путь в Пруссию и действовала таможня.
С 1534 года деревня и имение стали собственностью великих князей литовских. С 1572 года имением владели графы Ходкевичи. С 1598 года упоминается местечко Кретинга. Гетман Великого княжества Литовского Ян Кароль Ходкевич основал здесь в 1602 или 1603 году бернардинский монастырь. После победоносной битвы при Кирхгольме Ходкевич в 1610—1617 годы построил новый костёл (известный своим органом), где похоронил свою любимую жену и завещал похоронить себя. В 1609 году гетман Ян Кароль Ходкевич основал в своих владениях, рядом с селом Кретинга, город под названием Карольштадт, предоставил ему магдебургские права и герб с изображением Св. Девы Марии с младенцем на руках. Позднее Казимир Лев Сапега сменил герб города на изображение Св. Казимира.
С 1621 года владельцами имения стали Сапеги; собственники менялись и позднее, пока его хозяин с 1806 года граф Зубов не продал имение в 1875 году графу Тышкевичу. В 1652 году в Креттингене была построена деревянная церковь.
После раздела Речи Посполитой (1795 год) в составе Российской империи Кретинга утратила права городского самоуправления.
В XIX веке местечко Кретинген Тельшевского уезда Ковенской губернии, при реке Окмяне, близ прусской границы; таможня. В 1882 году первая в Литве телефонная линия Кретинга — Плунге — Ретавас соединила имения графа Тышкевича, графа Зубова и князя Огинского.
В 1924 году Кретинга получила права города; был центром уезда и волости. С 1950 года районный центр.

## Достопримечательности
Достопримечательности Кретинги весьма интересны и необычны: монастырь ордена францисканцев, часовня, дворец и фамильная часовня-усыпальница графов Тышкевичей, Зимний сад, в котором собрано огромное количество необычных растений, цветов и деревьев, а также уникальное место — Музей Абсурда или Усадьба Арвидаса — музей под открытым небом.

## Усадьба Тышкевичей

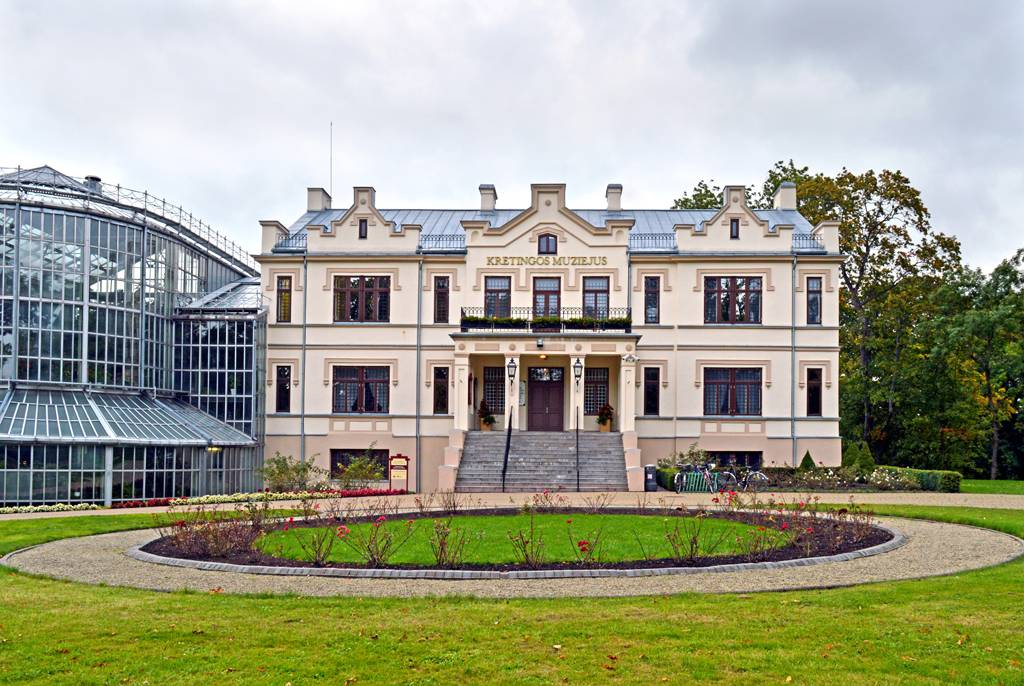
Дворец Тышкевичей
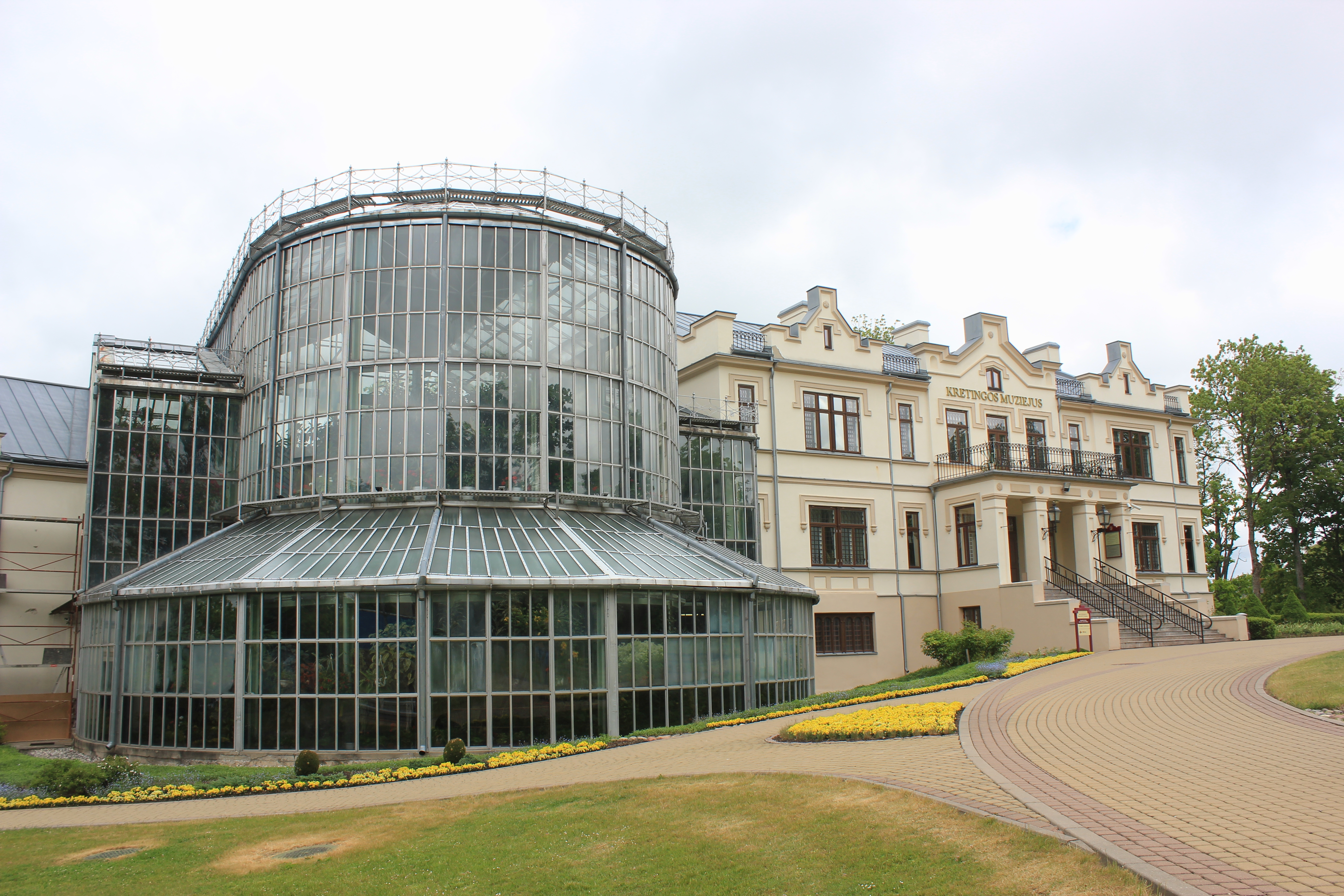
Зимний сад
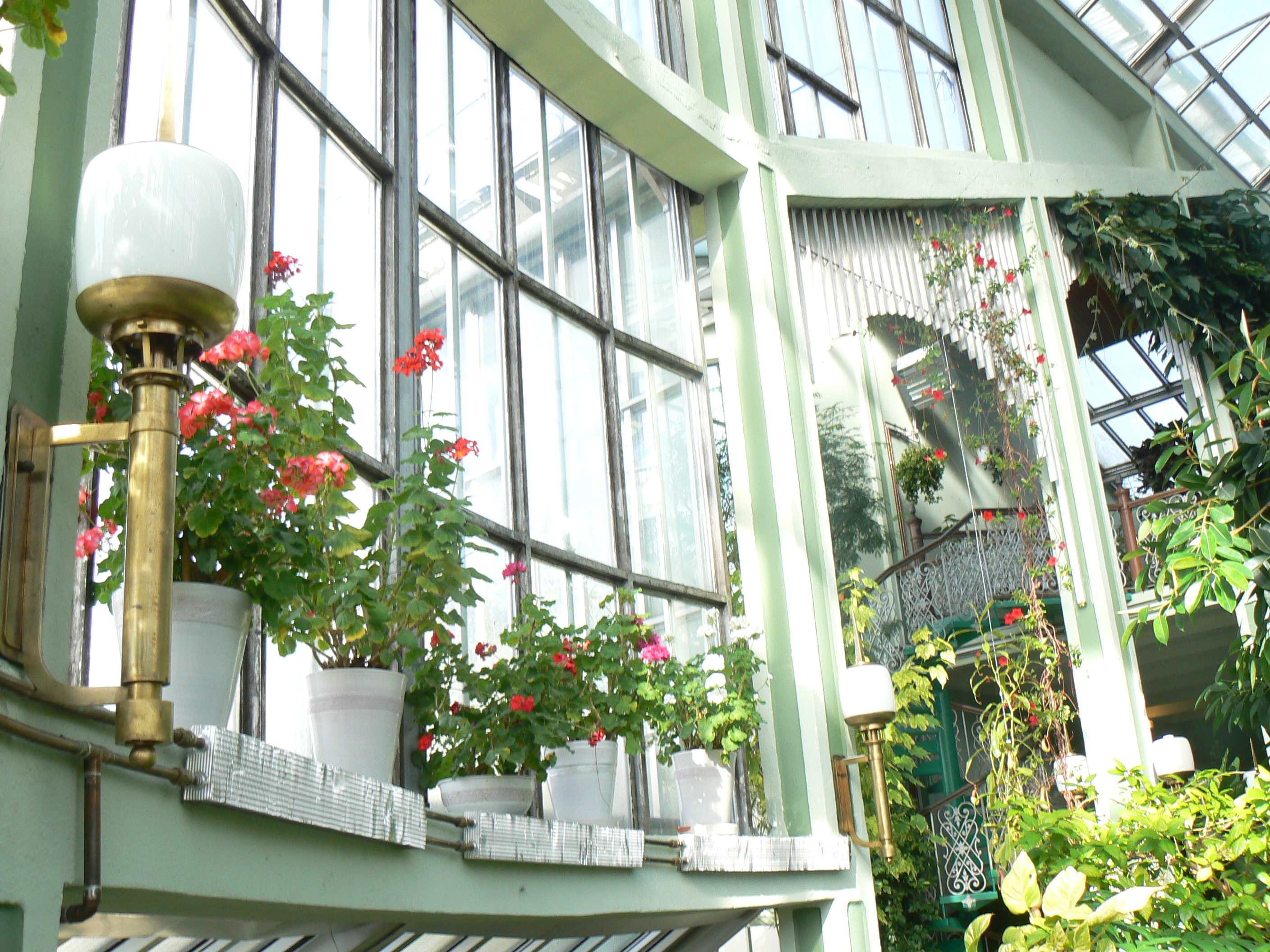
Зимний сад
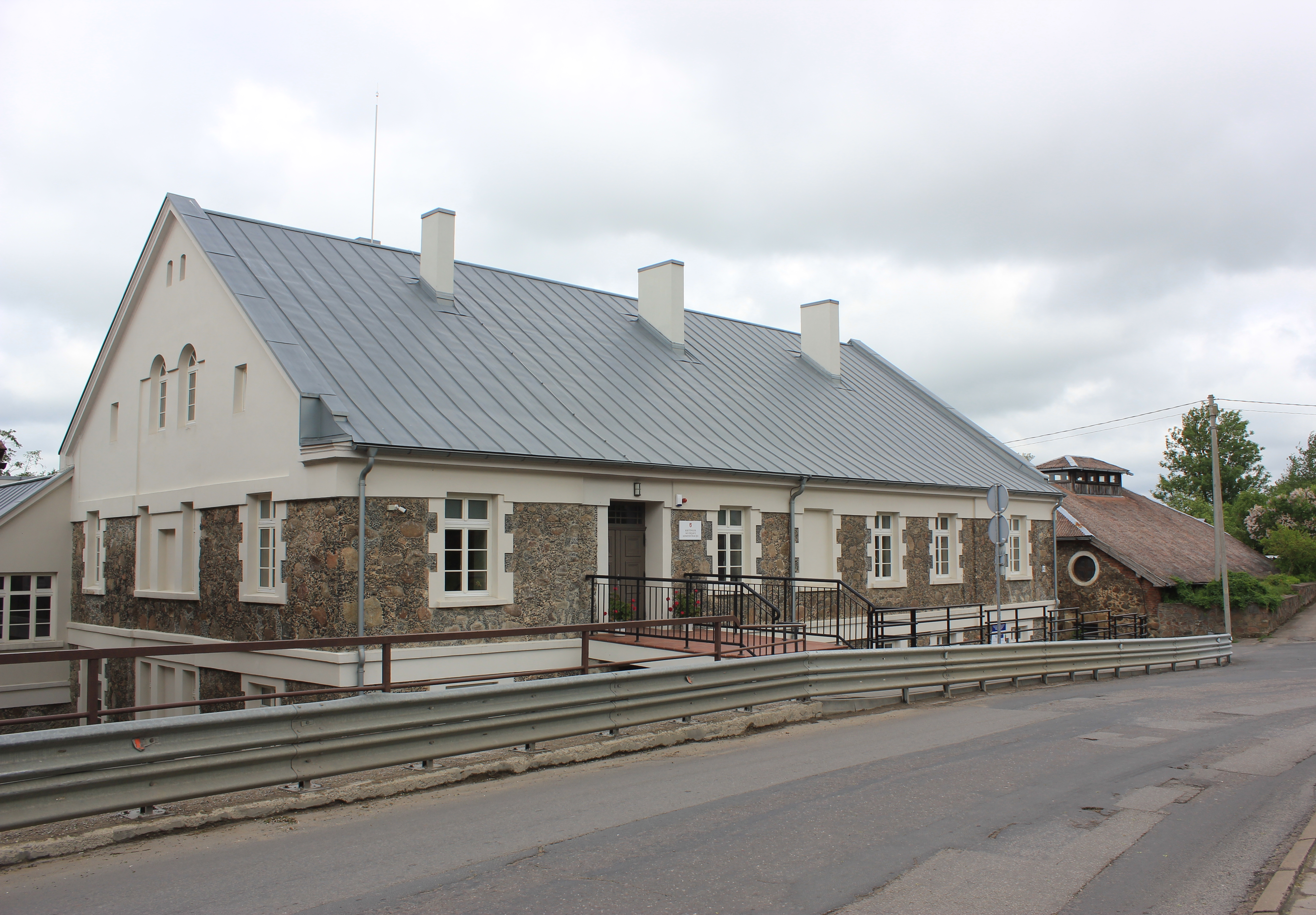
Дом эконома усадьбы
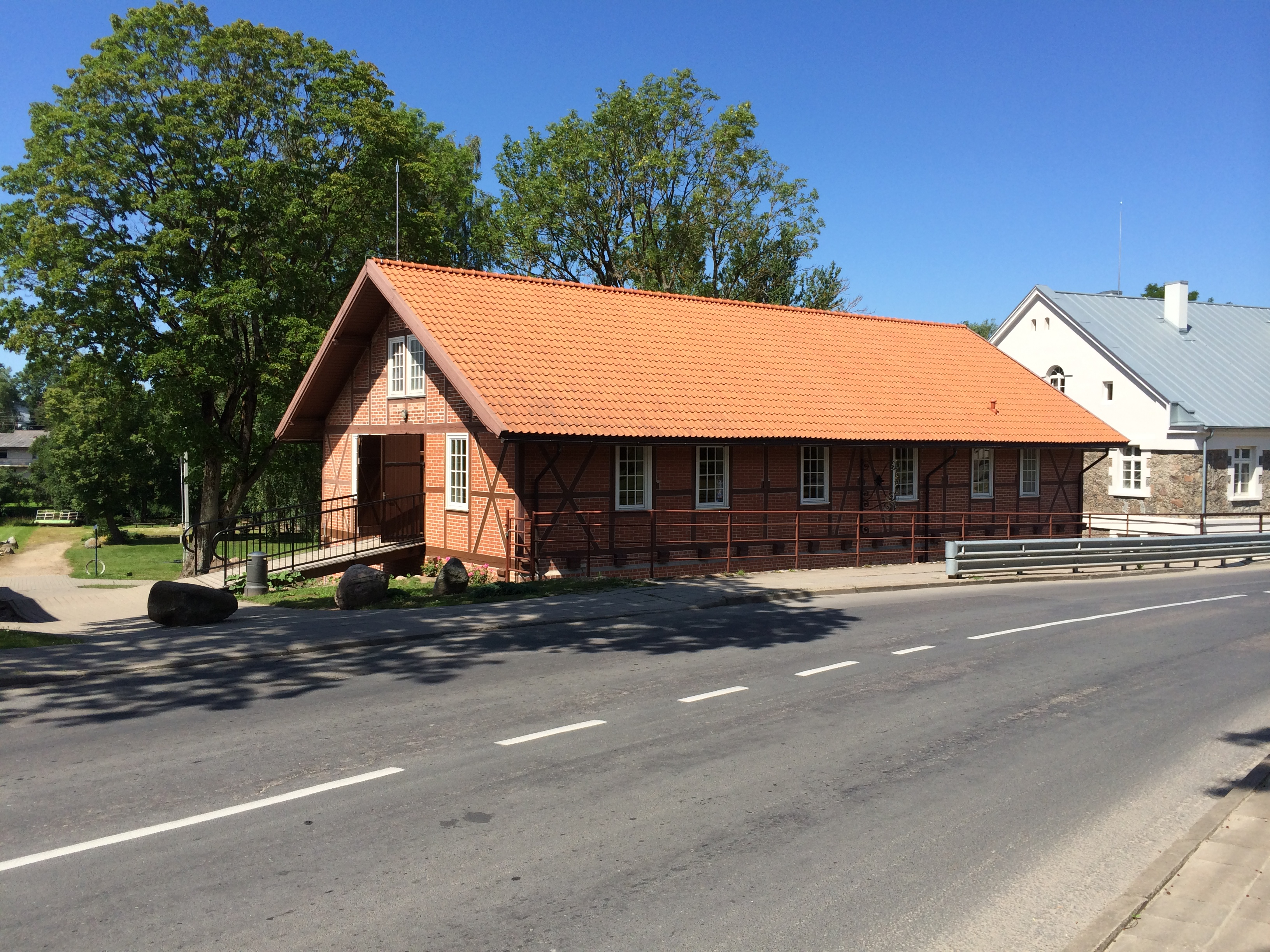
Водяная мельница
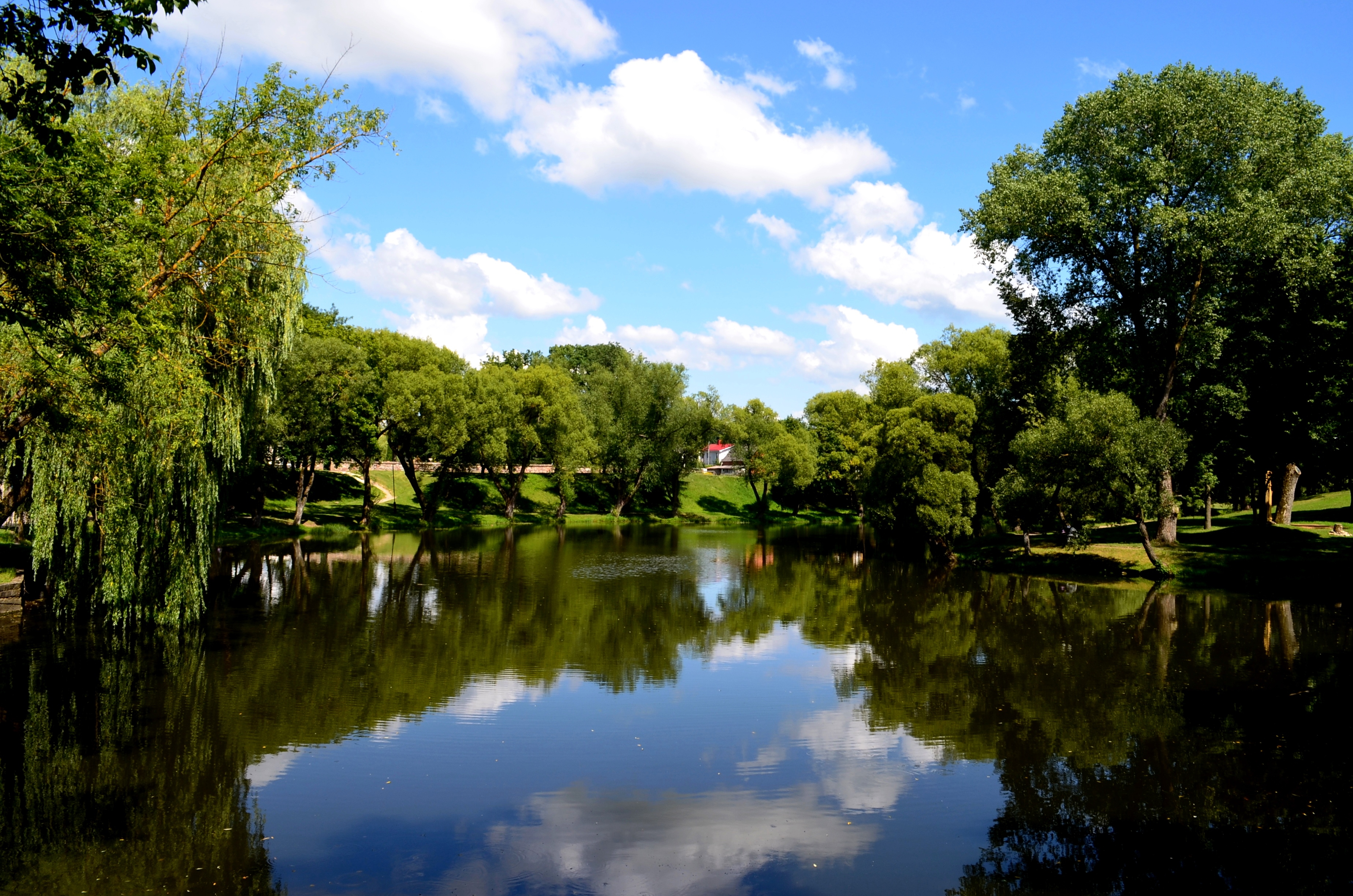
Парк

## Спорт
В Кретинге имеется  спортивно-оздоровительный центр.

### Баскетбол
Баскетбольный клуб «Кретинга» основан в 1999 году.

### Футбол
- ФК «Миния» - футбольный клуб основан в 2017 году.
- ФК «Кретинга»

## Города-побратимы
- Борнхольм, Дания
- Ховедстаден, Дания
- Бланкенфельде-Малов, Германия
- Лемборк, Польша
- Осби, Швеция
- Вильянди, Эстония
- Хаапсалу, Эстония
- Меркиш-Одерланд, Германия

## Известные жители и уроженцы
- Юргис Пабрежа (1771–1849) — первый литовский ботаник. Похоронен в Кретинге.
- Симонас Даукантас (1793–1864) — автор первой истории Литвы, написанной на литовском языке. Один из идеологов литовского национального возрождения, учился в Кретинге.
- Александр Тышкевич III (1864-1945) — граф, общественный деятель Российской империи и Литвы. Владелец Кретингской усадьбы.
- Эдуардас Бальсис (1919–1984) — советский и литовский композитор, педагог. Жил в Кретинге и преподавал.
- Антанас Винкус (род. 1942) — литовский государственный служащий и дипломат
- Гедеминас Гирдвайнис (род. 1944) — советский литовский актёр
- Модестас Паулаускас (род. 1945) — советский литовский баскетболист
- Гинтарас Крапикас (род. 1961) — литовский баскетболист

## Галерея

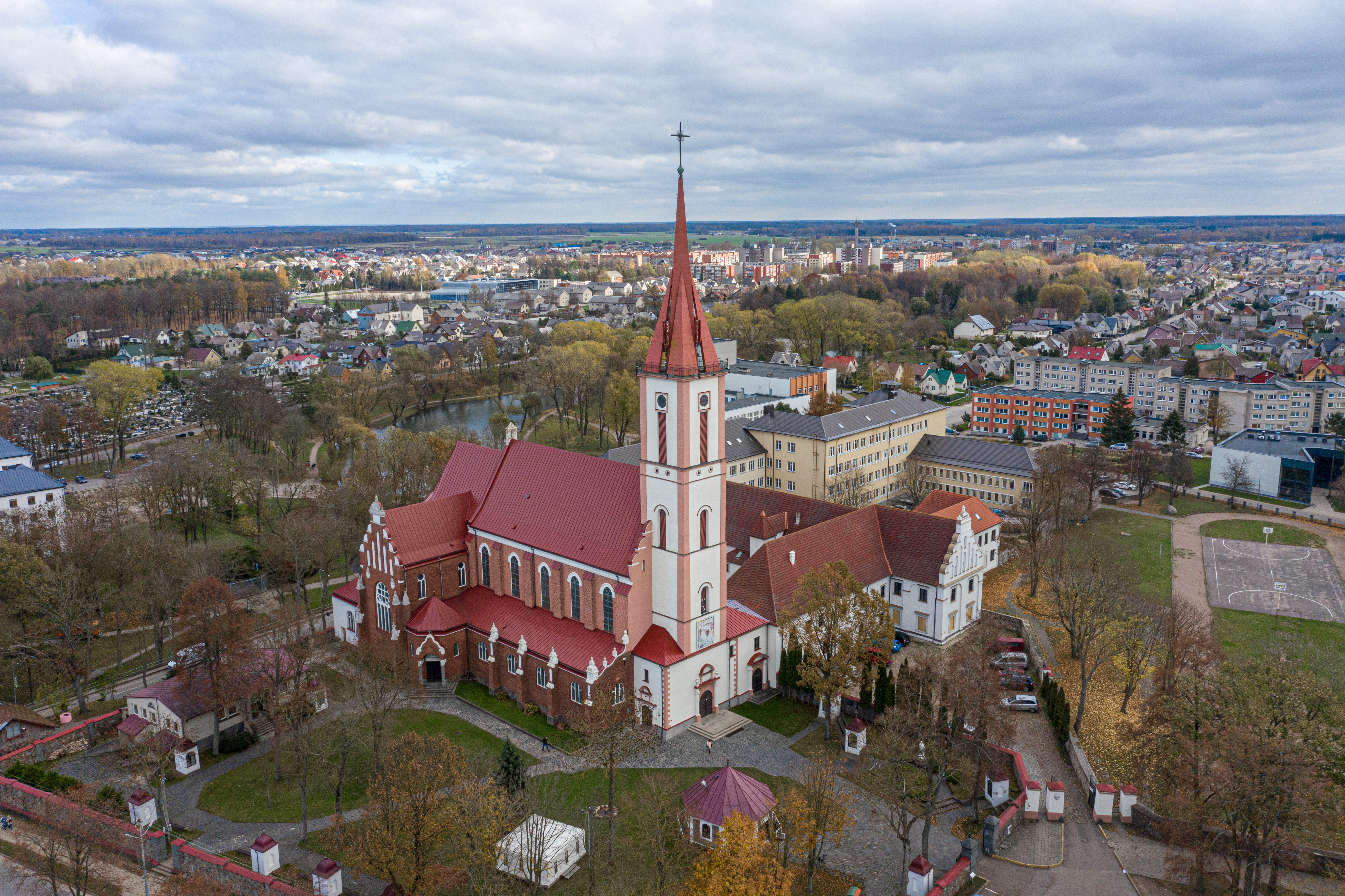
Архитектурный ансамбль Кретингского бернардинского монастыря и костёла Благовещения Святой Девы Марии
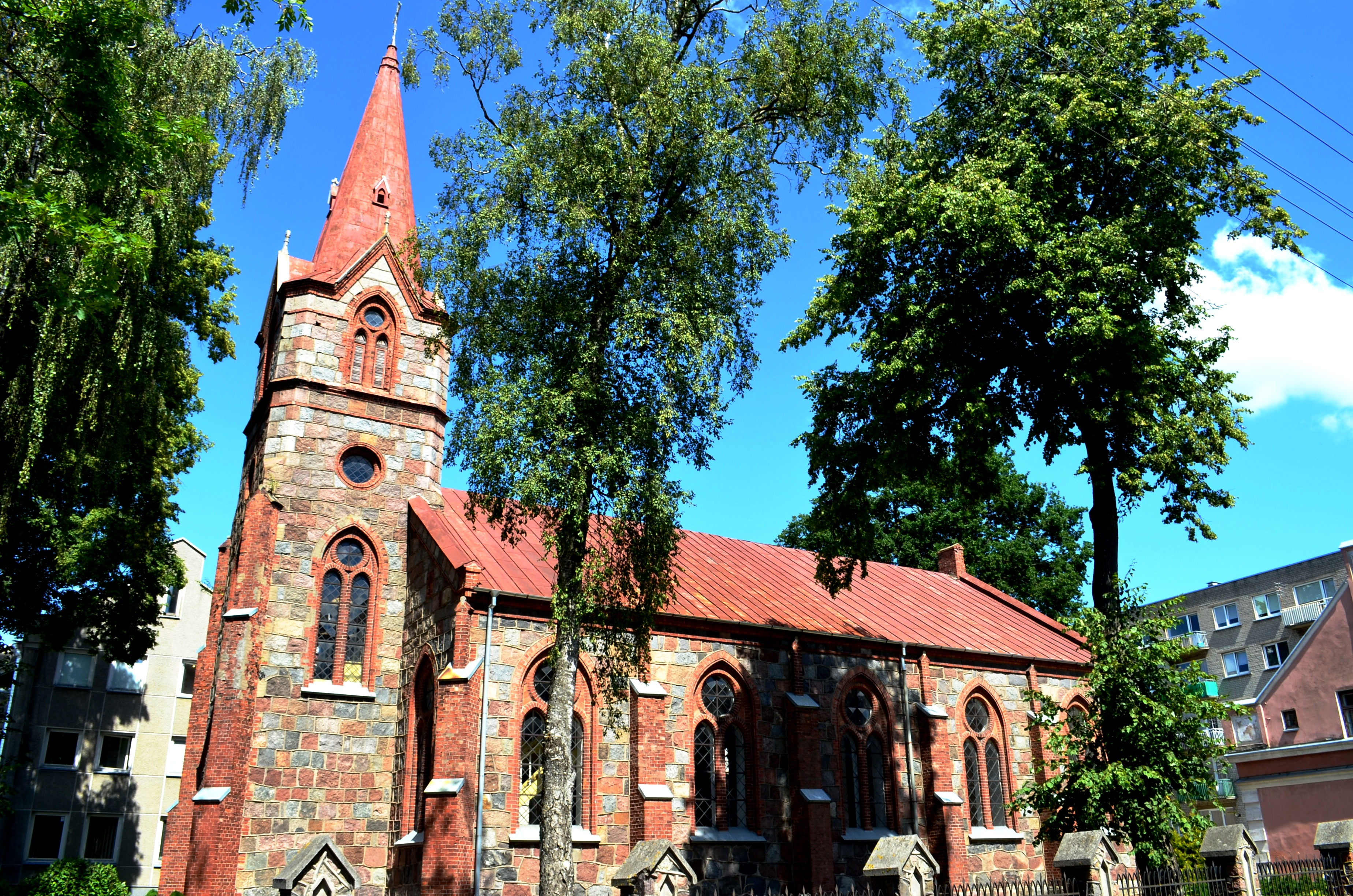
Кретингская лютеранская церковь
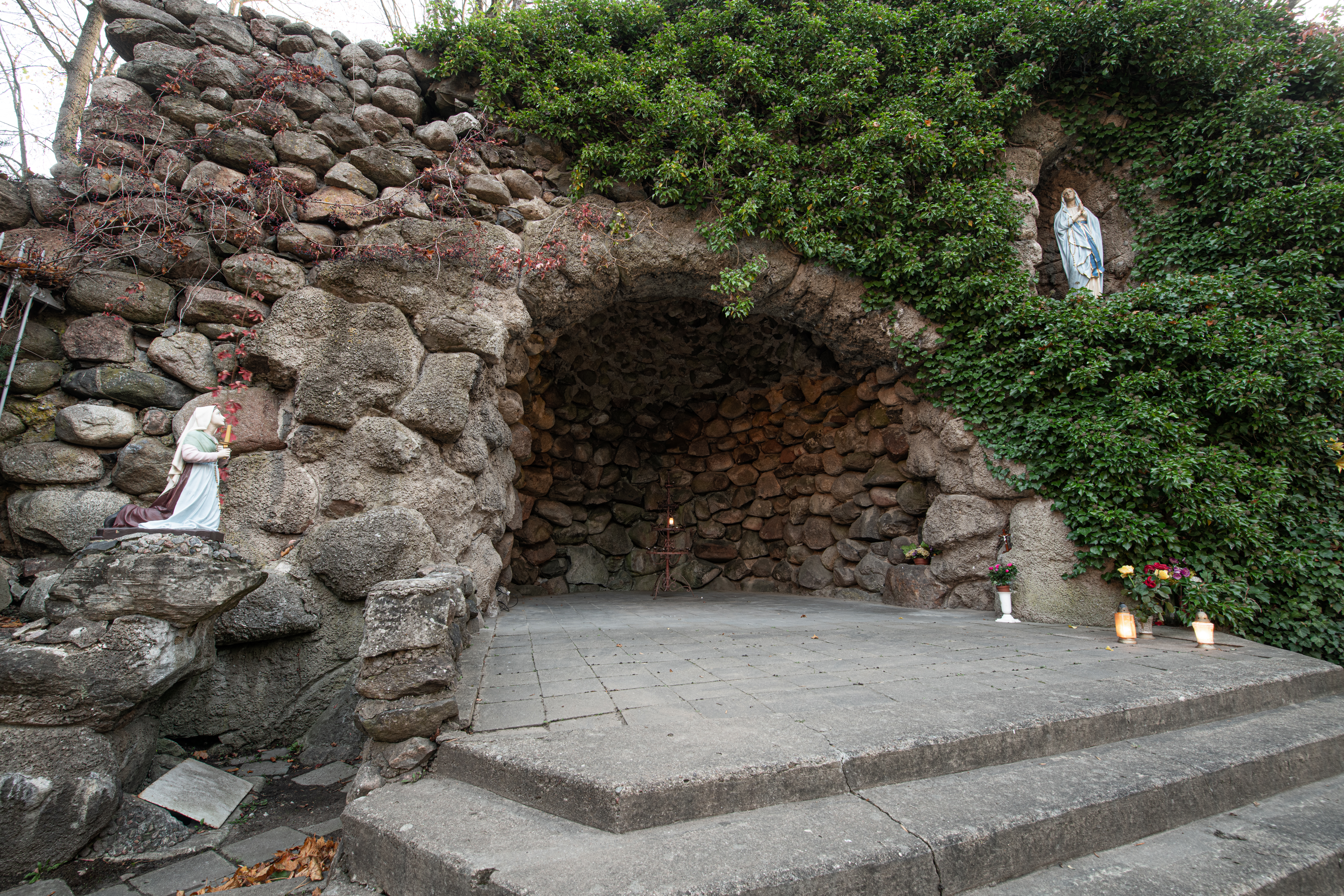
Грот «Лурд»
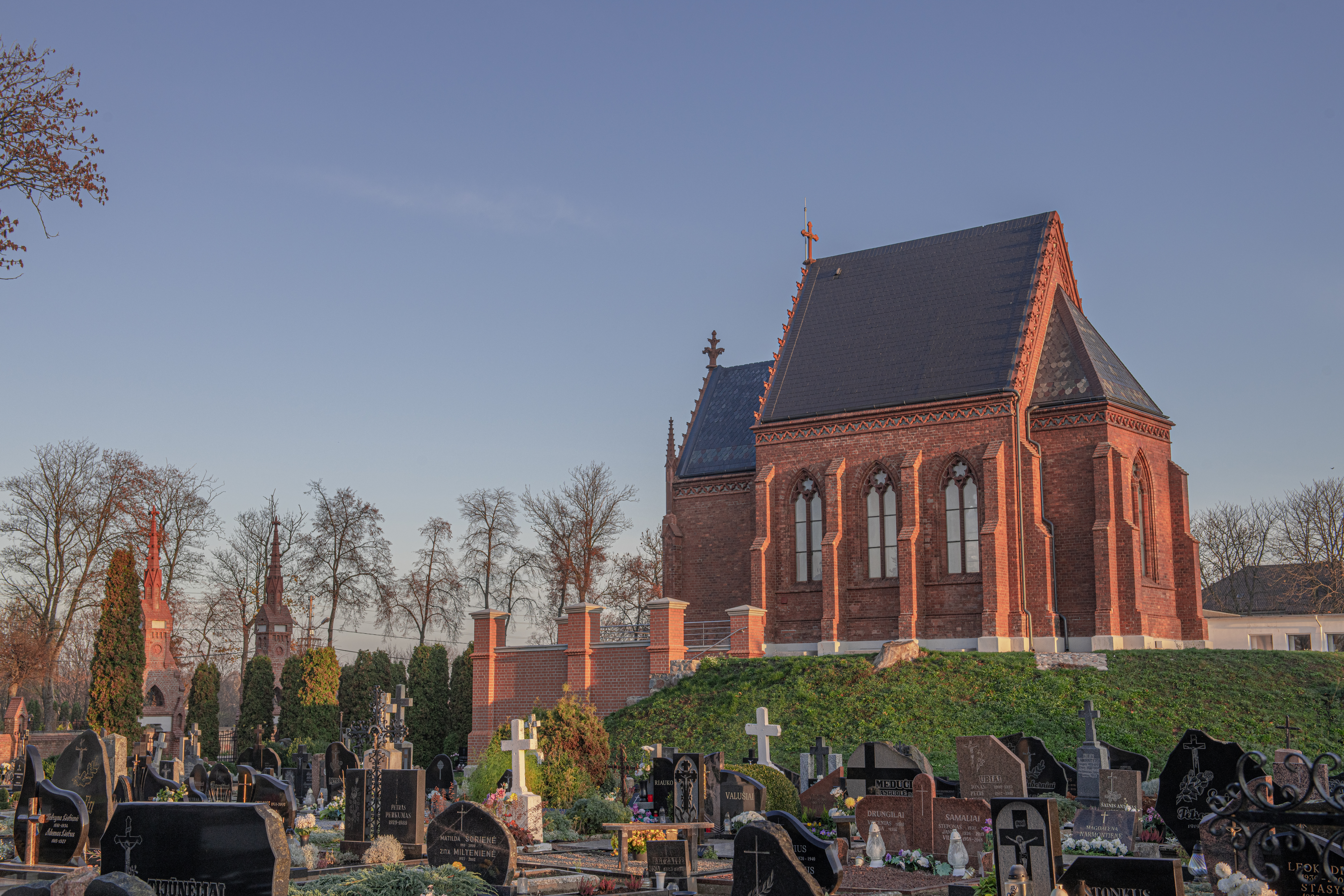
Фамильная часовня-усыпальница семьи графа Тышкевича
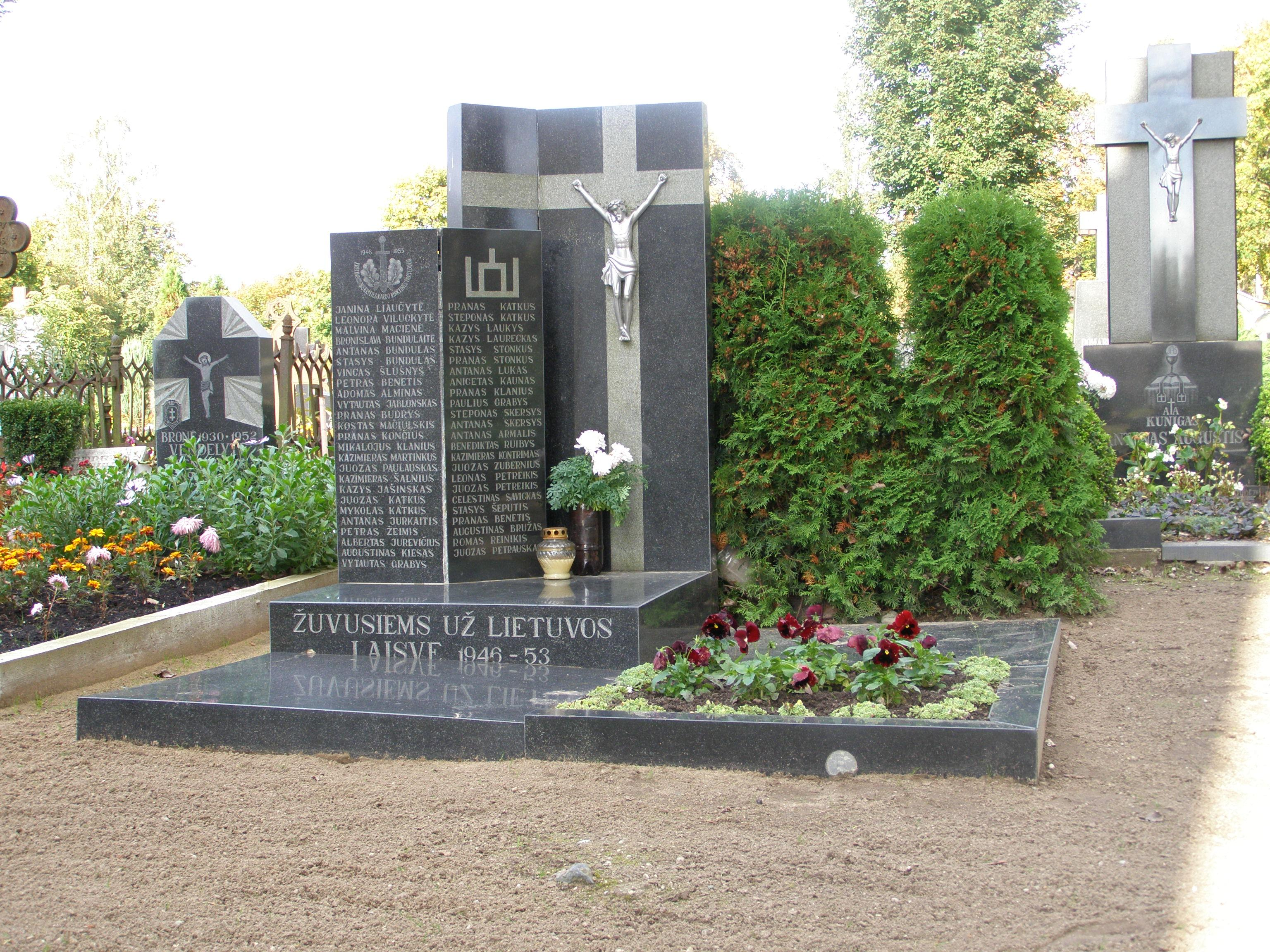
Памятник погибшим партизанам  1946-1953г.
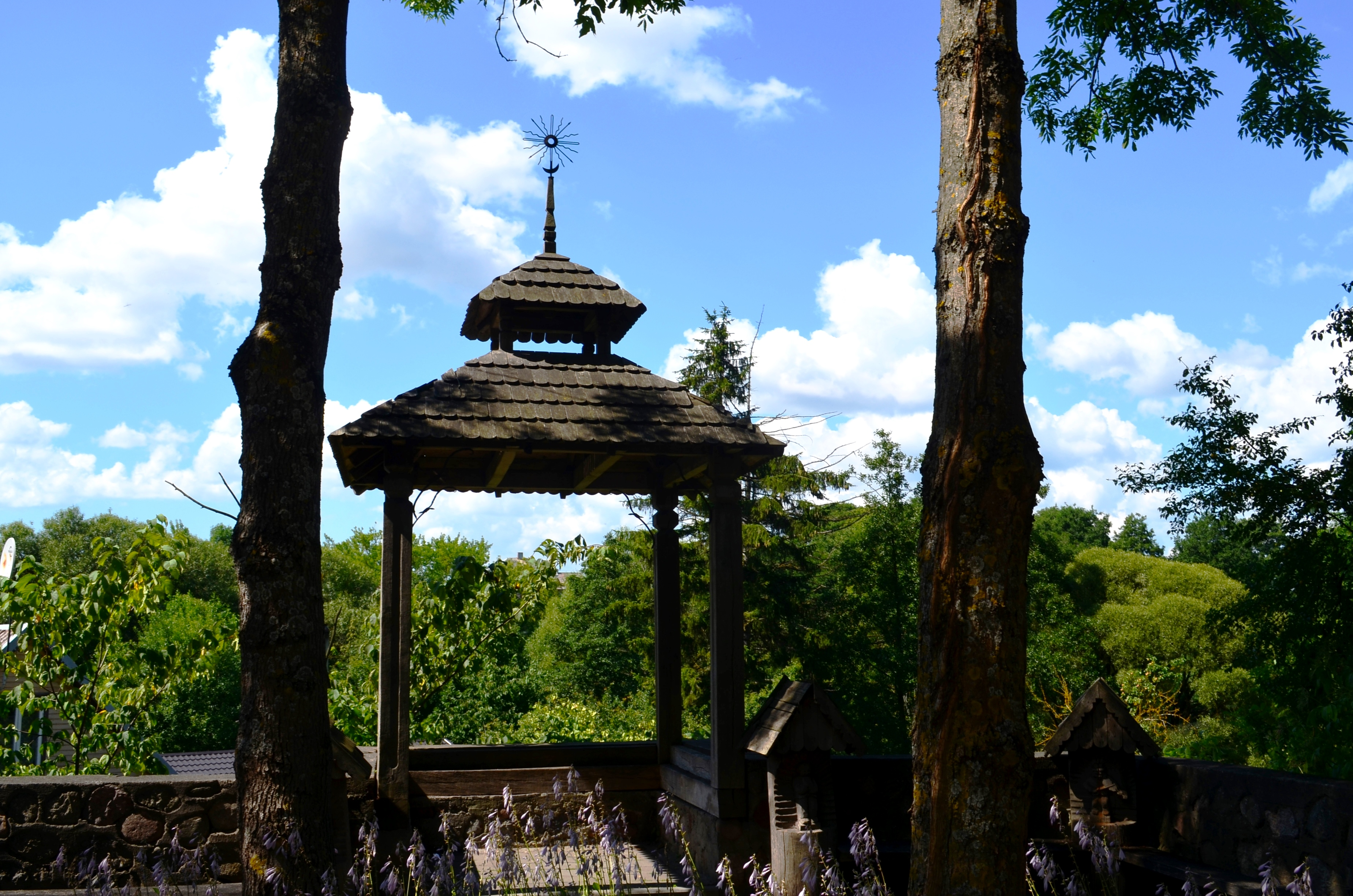
Деревянная часовня